# فیلیپو پورکاری
فیلیپو پورکاری (انگلیسی: Filippo Porcari؛ زادهٔ ۲۸ آوریل ۱۹۸۴) بازیکن فوتبال اهل ایتالیا است.
از باشگاه‌هایی که در آن بازی کرده‌است می‌توان به باشگاه فوتبال کارپی، باشگاه فوتبال اسپتزیا، باشگاه فوتبال پارما، باشگاه فوتبال باری، باشگاه فوتبال پادوا، باشگاه فوتبال پیزا، باشگاه فوتبال آ.ث. میلان، باشگاه فوتبال آولینو، و باشگاه فوتبال نووارا اشاره کرد.
وی همچنین در تیم‌های ملی فوتبال زیر ۱۹ سال ایتالیا بازی کرده‌است.